# Cẩm nang Michelin

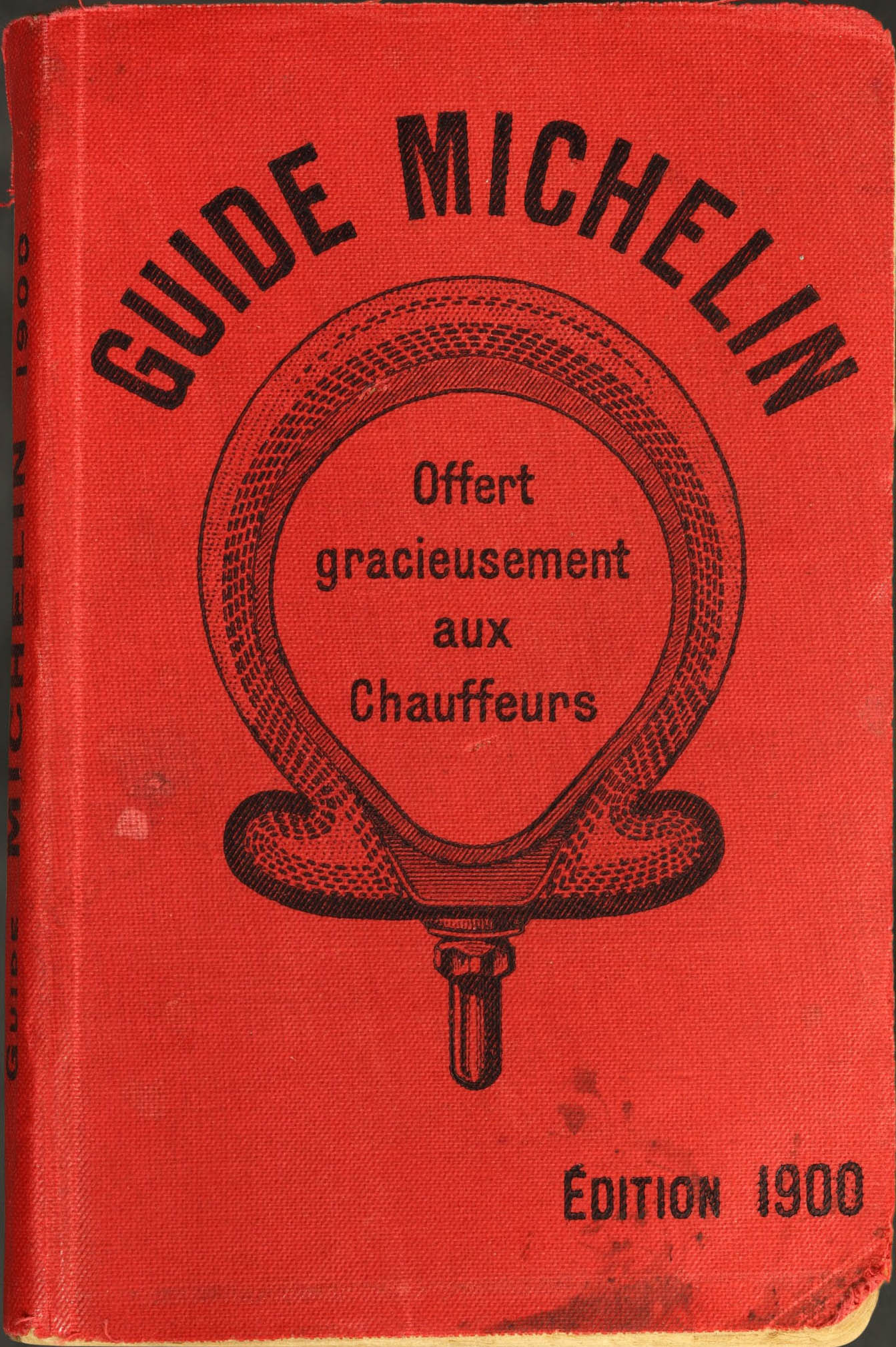
Bìa của Cẩm nang Michelin đầu tiên năm 1900

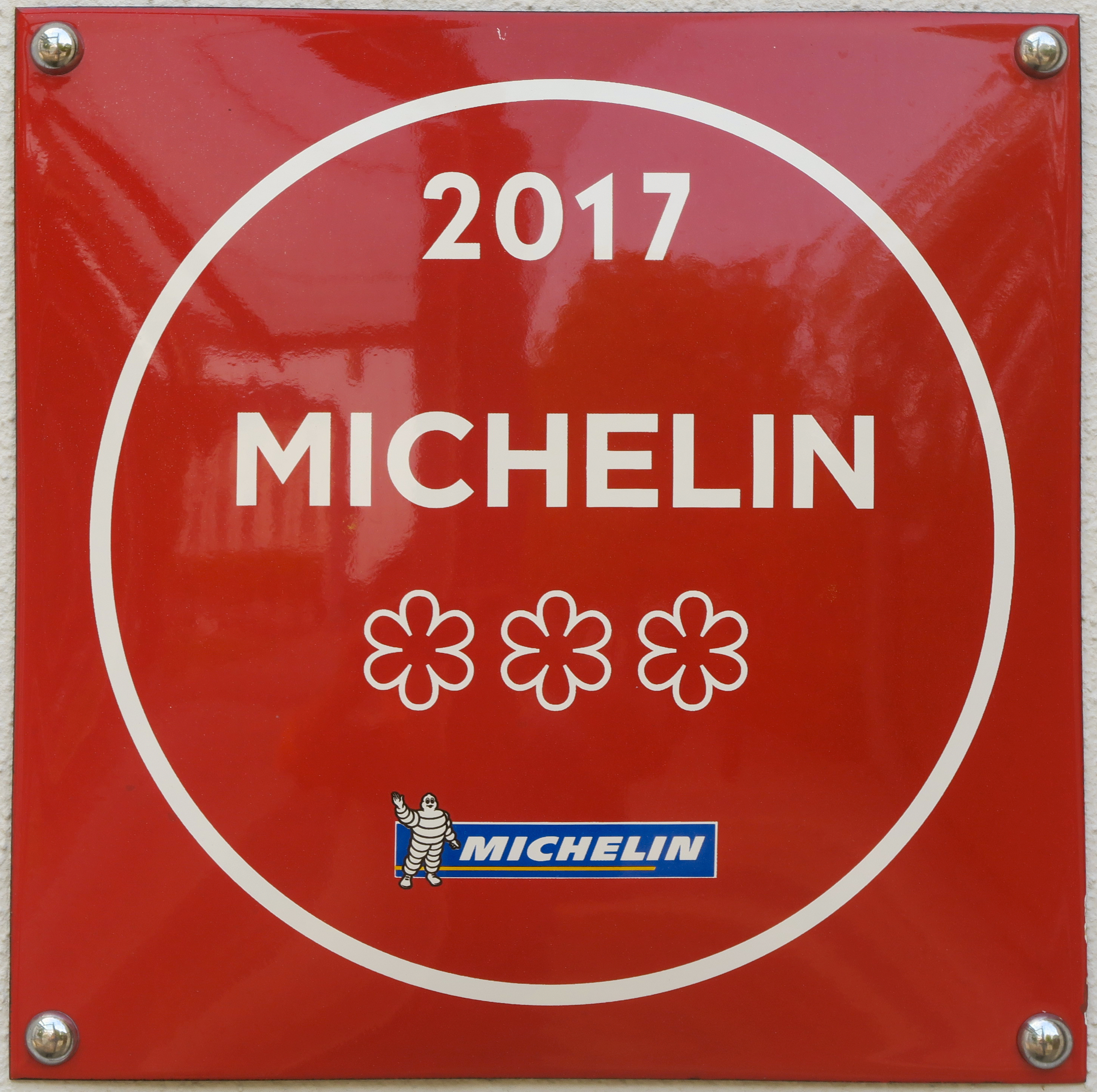
Bảng hiệu ba sao Michelin (2017) trước 1 nhà hàng ở Đức

Cẩm nang Michelin (tiếng Pháp: Guide Michelin [ɡid miʃ.lɛ̃]) là một loạt sách hướng dẫn được xuất bản bởi công ty lốp xe Pháp Michelin trong suốt hơn một thế kỷ qua. Thuật ngữ này thường đề cập đến cuốn Cẩm nang Đỏ (hay Sách Đỏ) của Michelin được xuất bản hàng năm, cuốn cẩm nang tham khảo nhà hàng và khách sạn lâu đời nhất châu Âu, trao thưởng lên đến ba sao Michelin xuất sắc cho một số cơ sở được chọn. Việc mua lại hoặc mất sao có thể có tác động lớn đến sự thành công của một nhà hàng. Michelin cũng xuất bản một loạt các cuốn cẩm nang chung về các thành phố, khu vực và quốc gia, cuốn Cẩm nang Lục.

## Lịch sử

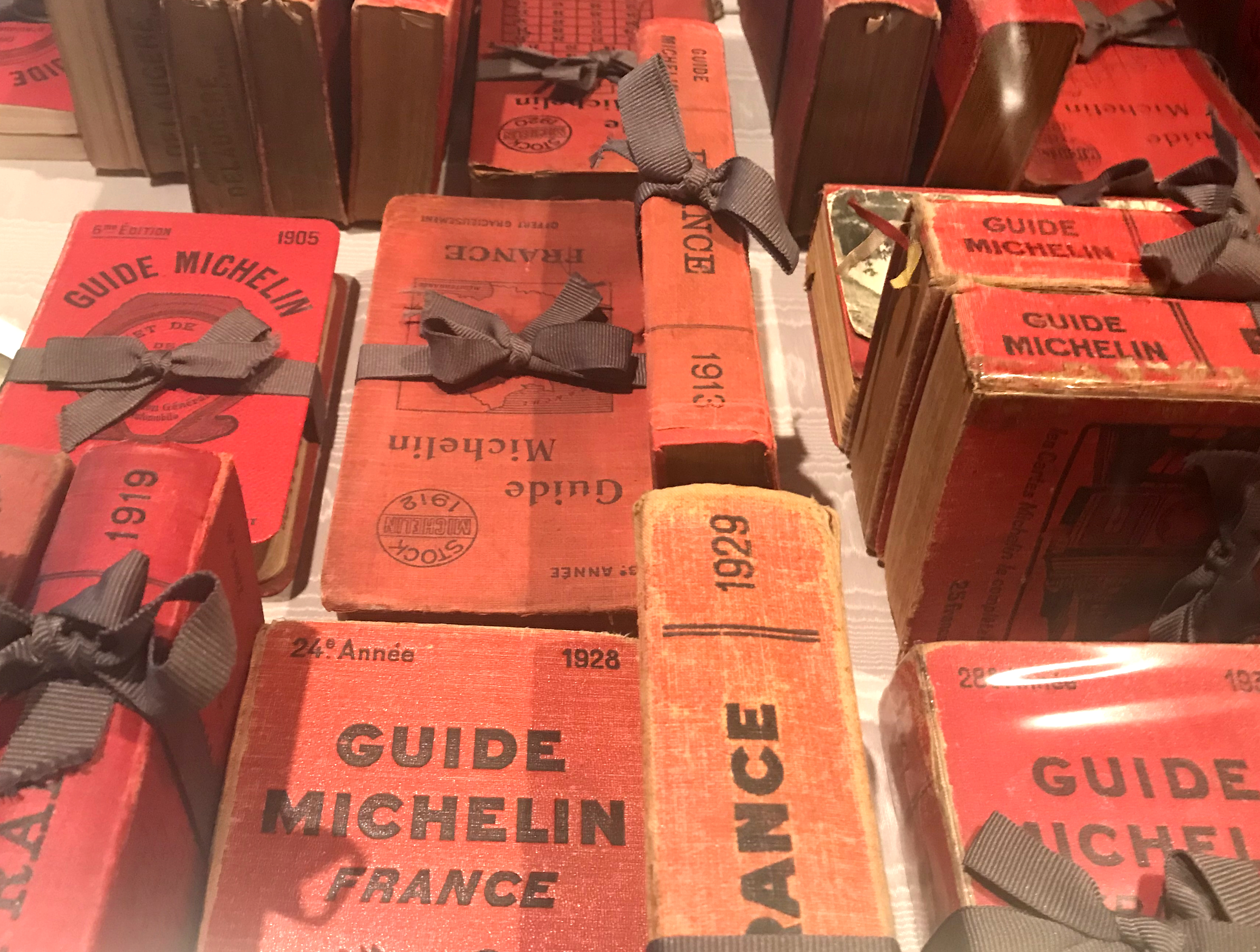
Những cuốn Cẩm nang Michelin cũ

Năm 1900, có ít hơn 3.000 xe hơi lưu thông trên đường phố Pháp. Để tăng nhu cầu về xe hơi và theo đó, lốp xe hơi, nhà sản xuất lốp xe hơi và anh em Édouard và André Michelin đã xuất bản một cuốn cẩm nang cho những tài xế Pháp, Cẩm nang Michelin. Gần 35.000 cuốn cẩm nang phiên bản đầu tiên và miễn phí đã được phân phối; nó cung cấp thông tin hữu ích cho tài xế như bản đồ, hướng dẫn sửa chữa và thay lốp, danh sách trạm sửa, khách sạn và trạm xăng trên khắp nước Pháp.
Bốn năm sau, vào năm 1904, hai anh em đã xuất bản một cuốn cẩm nang cho Bỉ tương tự như Cẩm nang Michelin.
Michelin sau đó đã giới thiệu những cuốn cẩm nang cho Algeria và Tunisia (1907); dãy Anpơ và sông Rhein (Bắc Ý, Thụy Sĩ, Bayern và Hà Lan) (1908); Đức, Tây Ban Nha và Bồ Đào Nha (1910); Ireland và Quần đảo Anh (1911); và "những Đất nước của Mặt trời" (Les Pays du Soleil) (Bắc Phi, Nam Ý và Corse) (1911). Năm 1909, một phiên bản tiếng Anh của cẩm nang về Pháp đã được xuất bản.
Trong Chiến tranh thế giới thứ nhất, việc xuất bản cẩm nang đã bị đình chỉ. Sau cuộc chiến tranh, các phiên bản sửa đổi của cẩm nang tiếp tục được đưa ra cho đến năm 1920. Người ta nói rằng André Michelin, trong khi đến thăm một nhà buôn lốp xe, đã nhận thấy các bản sao của cẩm nang được sử dụng để chống đỡ bàn làm việc. Dựa trên nguyên tắc "con người chỉ thực sự tôn trọng những gì họ bỏ tiền ra", Michelin đã quyết định định giá cho cẩm nang, khoảng 750 franc hoặc 2,15 đô la vào năm 1922. Họ cũng đã thực hiện một số thay đổi, đáng chú ý là liệt kê các nhà hàng theo danh mục cụ thể, thêm danh sách khách sạn (ban đầu chỉ dành cho Paris) và bỏ quảng cáo trong cẩm nang. Nhận thấy sự phổ biến ngày càng tăng của mục nhà hàng trong cẩm nang, hai anh em đã tuyển dụng một nhóm thanh tra đến thăm và phê bình các nhà hàng một cách ẩn danh.
Theo sau quá trình sử dụng cẩm nang Murray và Baedeker, Cẩm nang bắt đầu trao sao cho các cơ sở ăn uống tốt trong năm 1926. Ban đầu, chỉ trao một sao duy nhất. Sau đó, vào năm 1931, hệ thống phân cấp không, một, hai và ba sao đã được giới thiệu. Cuối cùng, vào năm 1936, tiêu chí cho bảng xếp hạng sao đã được công bố:
- : "Một nhà hàng rất tốt trong danh mục của nó" (Une très bonne table dans sa catégorie)
- : "Nấu ăn tuyệt vời, đáng để đi lòng vòng" (Table excellente, mérite un détour)
- : "Ẩm thực hiếm có, đáng để đi một hành trình đặc biệt" (Une des meilleures tables, vaut le voyage).[5]

Năm 1931, bìa của cẩm nang đã được thay đổi từ màu xanh lam sang màu đỏ, và giữ nguyên như vậy trong tất cả các phiên bản tiếp theo. Trong Chiến tranh thế giới thứ hai, việc xuất bản một lần nữa bị đình chỉ, nhưng vào năm 1944, theo yêu cầu của Lực lượng Đồng minh, cẩm nang năm 1939 về Pháp đã được tái bản đặc biệt cho mục đích quân sự; bản đồ của nó được đánh giá là tốt nhất và mới nhất hiện có. Việc xuất bản cẩm nang hàng năm được tiếp tục vào ngày 16 tháng 5 năm 1945, một tuần sau Ngày VE.
Trong những năm đầu sau chiến tranh, những tác động kéo dài của sự thiếu hụt thời chiến đã khiến Michelin áp đặt giới hạn trên là hai sao; đến năm 1950, phiên bản tiếng Pháp đã liệt kê 38 cơ sở được đánh giá là đáp ứng tiêu chuẩn này. Cẩm nang Michelin đầu tiên về Ý được xuất bản năm 1956. Nó không trao sao trong phiên bản đầu tiên. Năm 1974, cẩm nang đầu tiên về Anh kể từ năm 1931 đã được xuất bản. Hai mươi lăm sao đã được trao.
Năm 2005, Michelin đã xuất bản cuốn cẩm nang về Mỹ đầu tiên, bao gồm 500 nhà hàng ở năm quận của thành phố New York và 50 khách sạn ở Manhattan. Năm 2007, một Cẩm nang Michelin về Tokyo đã được phát hành. Trong cùng năm đó, cẩm nang đã giới thiệu một tạp chí, Étoile. Năm 2008, một bản về Hồng Kông và Ma Cao đã được thêm vào. Tính đến năm 2013, cẩm nang được xuất bản trong 14 phiên bản bao trùm 23 quốc gia.
Năm 2008, chủ nhà hàng người Đức Juliane Caspar được bổ nhiệm làm tổng biên tập phiên bản tiếng Pháp của cẩm nang. Cô trước đây đã chịu trách nhiệm cho các Cẩm nang Michelin về Đức, Thụy Sĩ và Áo. Cô trở thành người phụ nữ đầu tiên và quốc tịch không phải Pháp đầu tiên đảm nhiệm vị trí về Pháp. Tờ báo tiếng Đức Die Welt nhận xét về cuộc hẹn, "Theo quan điểm thực tế rằng ẩm thực Đức được coi là vũ khí gây chết người ở hầu hết các vùng của Pháp, quyết định này giống như Mercedes tuyên bố rằng giám đốc phát triển sản phẩm mới của họ là người sao Hỏa vậy."

## Phương pháp và bố cục

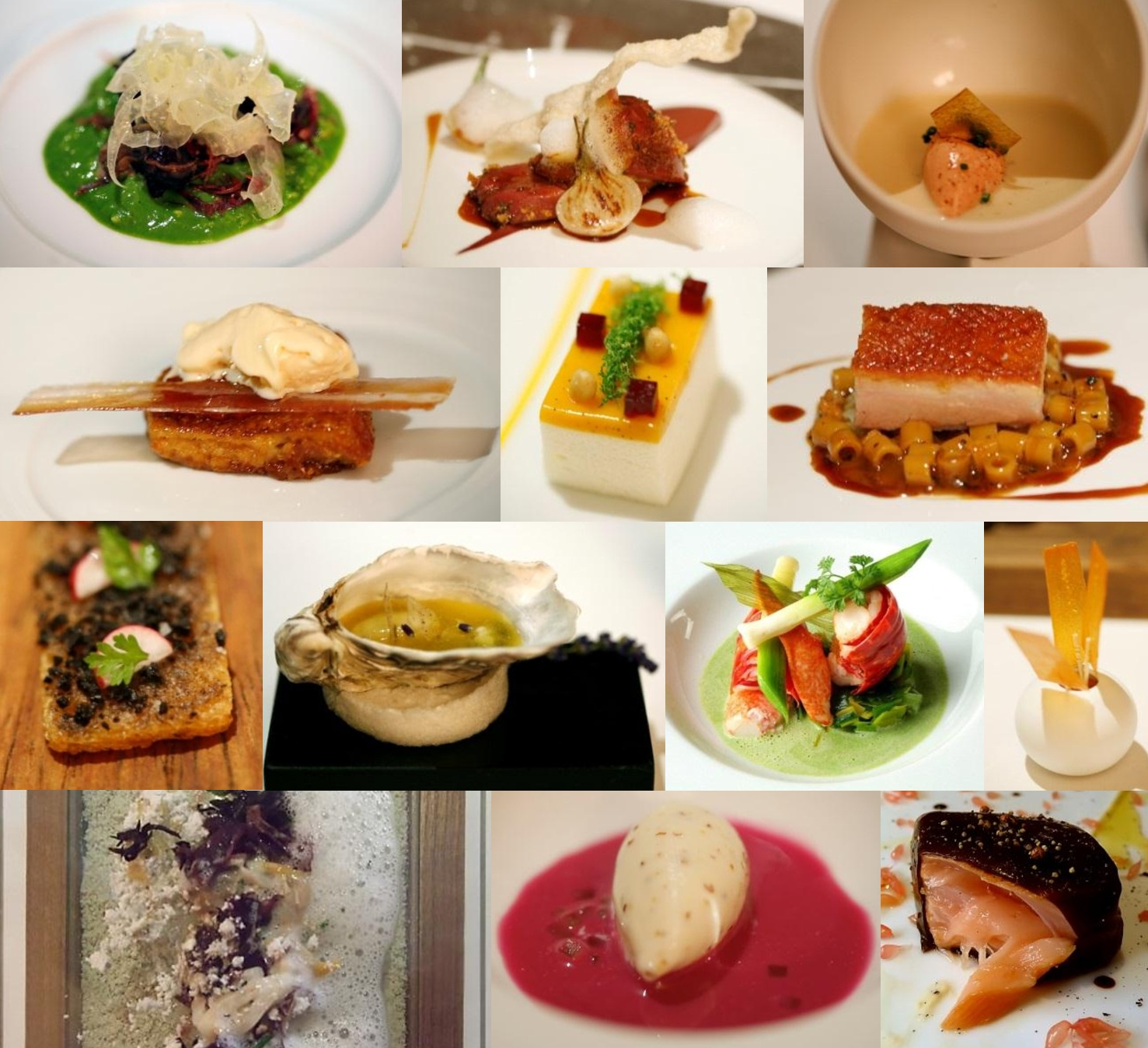
Món ăn được làm bởi các nhà hàng sao Michelin

Cẩm nang Đỏ trong suốt lịch sử của nó đã liệt kê nhiều nhà hàng hơn so với những cẩm nang đối thủ, dựa vào một hệ thống những biểu tượng rộng lớn để mô tả mỗi nhà hàng chỉ trong hai dòng. Lời phê bình của các nhà hàng được gắn sao cũng bao gồm từ hai đến ba món đặc sản. Tóm tắt ngắn (2–3 dòng) đã được thêm vào năm 2002/2003 để nâng cao mô tả của nhiều cơ sở. Những tóm tắt này được viết bằng ngôn ngữ của quốc gia nơi cẩm nang được xuất bản (mặc dù tập Tây Ban Nha và Bồ Đào Nha chỉ có tiếng Tây Ban Nha) nhưng các biểu tượng đều giống nhau trong tất cả các phiên bản.

### Sao
Các nhà phê bình Michelin (thường được gọi là "thanh tra") là ẩn danh; họ không tự nhận, bữa ăn và chi phí của họ được Michelin chi trả, không bao giờ bởi một nhà hàng đang được phê bình:
Đầu bếp người Pháp Paul B Focuse, một trong những người tiên phong của nouvelle cuisine trong những năm 1960, đã nói, "Michelin là cẩm nang duy nhất có giá trị." Ở Pháp, khi cẩm nang được xuất bản mỗi năm, nó gây ra một cơn sốt trên các phương tiện truyền thông và được so sánh với giải Oscar hàng năm dành cho phim ảnh. Truyền thông và mọi người tranh luận về người có khả năng chiến thắng, nghi vấn đầy rẫy, và TV, báo chí thảo luận về nhà hàng nào có thể mất và nhà hàng nào có thể giành được sao Michelin.
Cẩm nang Michelin cũng trao giải "Ngôi sao đang lên", một dấu hiệu cho thấy một nhà hàng có tiềm năng đủ điều kiện cho một sao hoặc thêm một sao bổ sung.

### Bib Gourmand

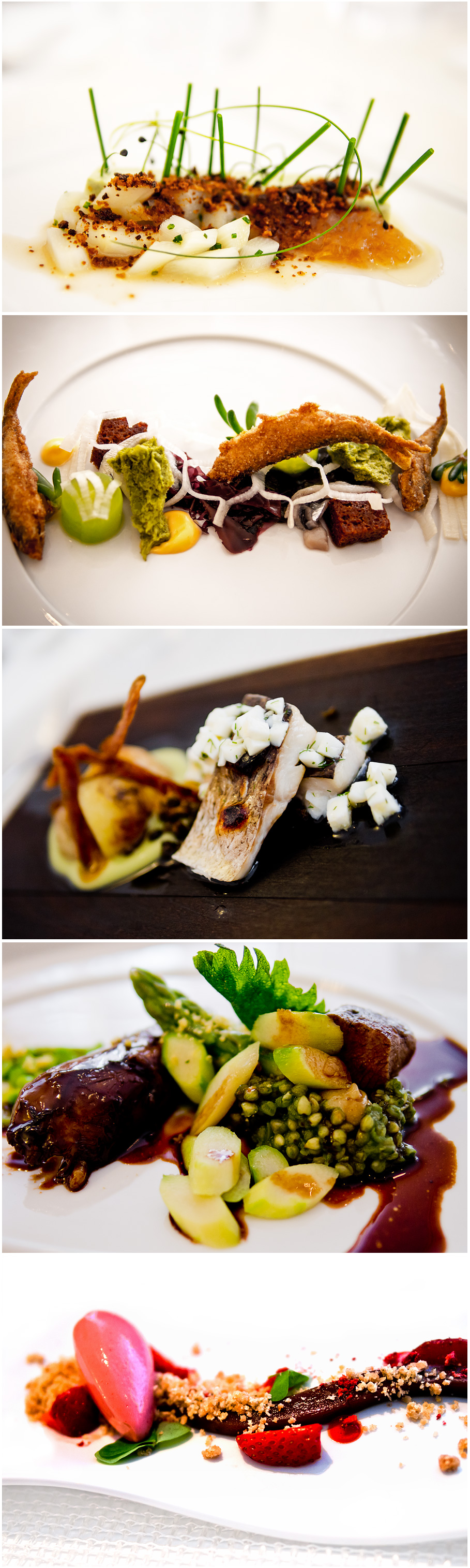
Một thực đơn từ một nhà hàng được xếp hạng Michelin ở Helsinki, Phần Lan

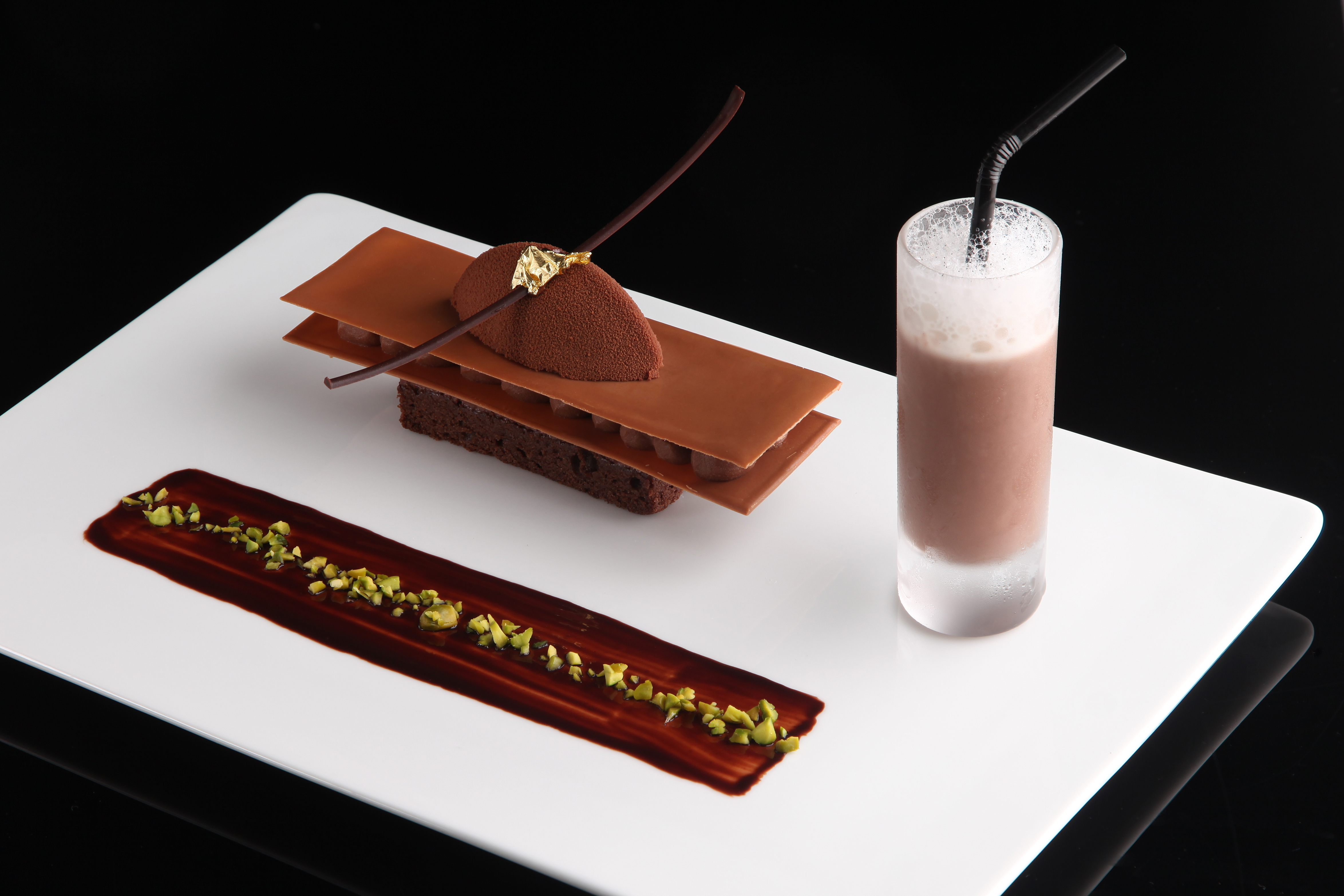
Một món ăn trong một nhà hàng được gắn sao Michelin ở Geneva, Thụy Sĩ

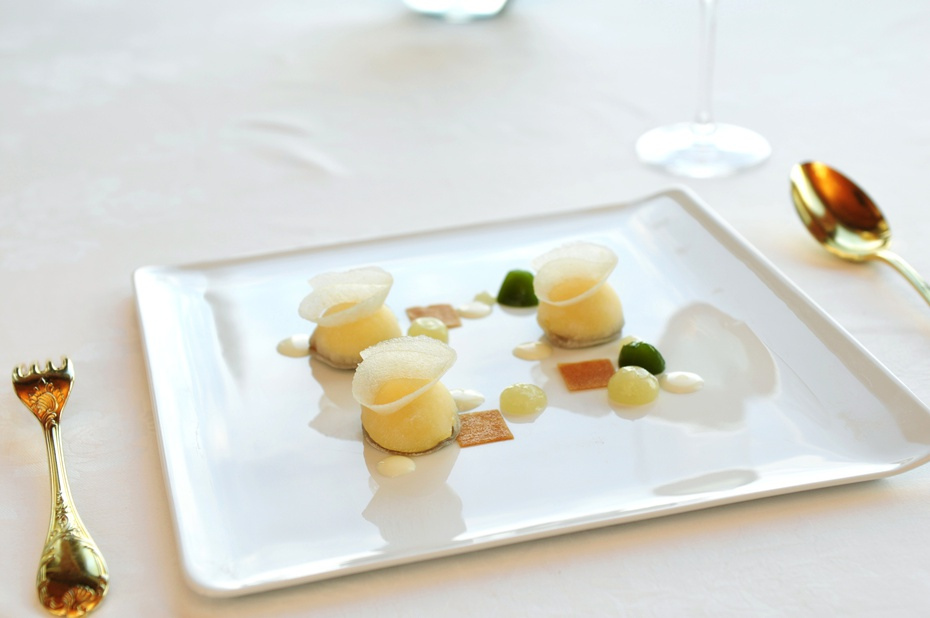
Một món ăn trong một nhà hàng được gắn sao Michelin ở Tokyo, Nhật Bản

Từ năm 1955, cẩm nang cũng đã nêu bật các nhà hàng cung cấp "thực phẩm đặc biệt tốt với giá vừa phải", một đặc trưng hiện được gọi là "Bib Gourmand ". Họ phải cung cấp các món ăn có giá dưới mức tối đa được xác định theo tiêu chuẩn kinh tế địa phương. Bib (Bibendum) là biệt danh của công ty cho Michelin Man, logo của công ty trong hơn một thế kỷ.

## Cẩm nang
| Quốc gia                  | Ngày phát hành | 3 Michelin stars | 2 Michelin stars | 1 Michelin star | Bib Gourmand                       | Cơ sở                                                            |
| ------------------------- | -------------- | ---------------- | ---------------- | --------------- | ---------------------------------- | ---------------------------------------------------------------- |
| Pháp                      | Phiên bản 2017 | 27               | 86               | 503             | 645 (€32, €36 trong khu vực Paris) | hơn 3.222 khách sạn và nhà nghỉ, 4.362 nhà hàng                  |
| Bỉ và Luxembourg          | Phiên bản 2012 | 3                | 16               | 99              | 140 (€35 trở xuống)                | hơn 700 khách sạn và nhà nghỉ,1.100 nhà hàng                     |
| Đức                       | Phiên bản 2016 | 10               | 39               | 241             | 471 (€35 trở xuống)                | hơn 4.200 khách sạn và nhà nghỉ, 2.100 nhà hàng, 4.287 khách sạn |
| Anh và Ireland            | Phiên bản 2020 | 5                | 23               | 159             | 131 (£28 hoặc €40)                 | hơn 340 khách sạn, nhà nghỉ, 1.400 nhà hàng                      |
| Ý                         | Phiên bản 2012 | 7                | 38               | 250             | 260 (€35)                          | hơn 3.700 khách sạn và nhà nghỉ, 2.700 nhà hàng                  |
| Hà Lan                    | Phiên bản 2020 | 2                | 17               | 92              | 133 (€39)                          | hơn 600 khách sạn và nhà nghỉ, 700 nhà hàng                      |
| Các nước Bắc Âu           | Phiên bản 2019 | 3                | 10               | 51              | 168 (€35)                          | 266 nhà hàng                                                     |
| Tây Ban Nha và Bồ Đào Nha | Phiên bản 2018 | 11               | 25               | 177             | 253 (€35 trở xuống)                | hơn 1.775 khách sạn và nhà nghỉ, 1.549 nhà hàng, 130 bar tapas   |
| Thụy Sĩ                   | Phiên bản 2019 | 3                | 20               | 105             | 157 (CHF70 trở xuống)              | 458 khách sạn và nhà nghỉ, 777 nhà hàng                          |

| Thành phố                     | Ngày hát hành        | 3 Michelin stars | 2 Michelin stars | 1 Michelin star | Bib Gourmand             | Cơ sở                                                 |
| ----------------------------- | -------------------- | ---------------- | ---------------- | --------------- | ------------------------ | ----------------------------------------------------- |
| Paris                         | Phiên bản 2012       | 10               | 17               | 50              | 70 (€35)                 | 60 khách sạn, 453 nhà hàng                            |
| Chicago                       | Phiên bản 2018       | 2                | 4                | 19              | 54 ($40)                 | 400 nhà hàng                                          |
| Hồng Kông và Ma cao           | Phiên bản 2019       | 10               | 17               | 55              | 80 (HK$350 hoặc MOP$350) | 297 nhà hàng, 61 khách sạn                            |
| Kyoto, Osaka, Kobe, Nara      | Phiên bản 2012       | 15               | 61               | 224             | 40 (coins, ¥5000)        | 296 nhà hàng, 48 khách sạn, 41 ryokans                |
| Las Vegas (đình chỉ)          | 21 tháng 10 năm 2008 | 1                | 3                | 13              |                          | 127 nhà hàng, 30 khách sạn (2007)                     |
| London                        | Phiên bản 2012       | 2                | 7                | 46              | 45 (£28)                 | 450 nhà hàng, 50 khách sạn                            |
| Los Angeles                   | 3 tháng 6 năm 2019   | 0                | 6                | 18              | 62                       |                                                       |
| Các thành phố chính ở châu Âu | 17 tháng 3 năm 2010  | 15               | 55               | 271             | 231                      | 1,715 nhà hàng, 1,542 khách sạn                       |
| Thành phố New York            | Phiên bản 2017       | 6                | 10               | 61              | 132 ($40)                | 857                                                   |
| Rio de Janeiro và São Paulo   | Phiên bản 2018       | 0                | 3                | 15              | 33 (R$ 90)               |                                                       |
| San Francisco và Bay Area     | Phiên bản 2017       | 6                | 7                | 41              | 75 ($40)                 | 513 nhà hàng                                          |
| Seoul                         | Phiên bản 2018       | 2                | 4                | 18              | 48 (₩35,000 trở xuống)   | 174 nhà hàng, 36 khách sạn                            |
| Thượng Hải                    | Phiên bản 2020       | 1                | 8                | 31              | 24 (￥200 trở xuống)     | TBC                                                   |
| Singapore                     | Phiên bản 2017       | 1                | 7                | 30              | 38 (S$45)                | TBC                                                   |
| Tokyo, Yokohama và Shonan     | Phiên bản 2012       | 17               | 57               | 219             | 95 (coins, ¥5000)        | 292 nhà hàng, 54 khách sạn và 10 ryokans              |
| Washington, DC                | Phiên bản 2017       | 1                | 2                | 15              | 44 ($40)                 | 182 nhà hàng (18 có sao, 44 bib gourmand, 120 plated) |
| Bangkok, Phuket, Phang-nga    | Phiên bản 2020       | 0                | 5                | 24              | 94 (฿1,000)              | 280 nhà hàng, 22 khách sạn                            |
| Đài Bắc                       | Phiên bản 2019       | 1                | 5                | 18              | 36 (NT$1,500 trở xuống)  | 158 nhà hàng (2019), 25 khách sạn (2018)              |
| Quảng Châu                    | Phiên bản 2019       | 0                | 1                | 10              | 28 (¥200 trở xuống)      |                                                       |
| Bắc Kinh                      | Phiên bản 2019       | 1                | 2                | 20              | 15                       |                                                       |

### Xuất bản vào thế kỷ 20
- Michelin Guide to the British Isles (+ List of excursions)
- Amiens before and during the war
- Michelin Guide to the Battlefields of the World War
- Strasbourg (bằng tiếng Pháp)
- St. Quentin-Cambrai (bằng tiếng Pháp)

### Xuất bản vào thế kỷ 21
- Trois étoiles au Michelin: Une histoire de la haute gastronomie française et européenne, bởi Jean-François Mesplède và Alain Ducasse, 2004. ISBN 2-7000-2468-0 Mã số   2-7000-2468-0. Theo các đầu bếp 60 lẻ đã được trao ba ngôi sao.
- Người cầu toàn: Sự sống và cái chết trong ẩm thực thượng hạng, của Rudolph Chelminski, 2006. ISBN 978-0-14-102193-5 Mã số   980-0-14-102193-5. Câu chuyện về Bernard Loiseau.
- Từ phía sau bức tường: Báo Đan Mạch Berlingske Nhân viên 'Giải thưởng'